# 王桂新
王桂新（？—），女，中华人民共和国政治人物、外交官。

## 生平
1986年，接替郭洁，担任中华人民共和国驻荷兰大使。1990年，由王庆余接任，其担任中华人民共和国驻挪威大使